# 1812 na ciência

## Nascimentos
| Data        | Nome             | Profissão            | Nacionalidade                         | Observações                                      | Ref         |
| ----------- | ---------------- | -------------------- | ------------------------------------- | ------------------------------------------------ | ----------- |
| 12 de março | Joseph Prestwich | geólogo e empresário | Reino Unido da Grã-Bretanha e Irlanda | m. 1896 Medalha Wollaston 1849 Medalha Real 1865 | [ 1 ] [ 2 ] |

## Mortes
| Data | Nome | Profissão | Nacionalidade | Observações | Ref |
| ---- | ---- | --------- | ------------- | ----------- | --- |